# منطقة J1 (القدس)
J1 هي منطقة القسم الشرقي من مدينة القدس وتتبع محافظة القدس في فلسطين. لكنها تحت السيطرة العسكرية والأمنية الإسرائيلية.